# Darion Atkins
Darion Atkins, né le 17 septembre 1992 à Clinton au Maryland, est un joueur américain de basket-ball. Il évolue au poste d'ailier fort.

## Biographie
En juillet 2019, Atkins rejoint le Club Baloncesto Canarias avec lequel il signe un contrat pour une saison. Il quitte le club en décembre et rejoint le club allemand du Brose Baskets jusqu'à la fin de la saison en cours.

## Palmarès
- All-Star du championnat d'Israël 2017
- Défenseur de l'année de l'ACC 2015
- ACC All-Defensive Team 2015
- Vainqueur de la Coupe de France 2017-2018 avec Strasbourg